# اندرو تیت
اِموری اندرو تیت سوم (انگلیسی: Emory Andrew Tate III؛ زادهٔ ۱ دسامبر ۱۹۸۶) شخصیت رسانه‌ای، بازرگان و کیک‌بوکسور حرفه‌ای سابق آمریکایی - بریتانیایی است. تیت در سال ۲۰۰۵ تمرین کیک بوکسینگ را آغاز کرده و نخستین قهرمانی خود را در سال ۲۰۰۹ به دست آورد. او در سال ۲۰۱۶ که در برنامه رئالیتی شوی بریتانیایی بیگ برادر حضور یافت، نگاه بیشتری را به خود جلب کرد و پس از اینکه نظراتش در شبکه‌های اجتماعی جنجال برانگیخت، از حضور در اکثر پلتفرم‌های اجتماعی منع شد. تیت شروع به ارائه دوره‌ها و عضویت‌های پولی از طریق وبگاه خود کرد و به‌عنوان سلبریتی اینترنتی به شهرت رسید. او نوعی «سبک زندگی بسیار مردانه و لاکچری» ترویج کرده است. تفسیرات شخصیِ زن‌ستیزانهٔ تیت منجر به تعلیق وی از چندین پلتفرم شبکه‌های اجتماعی شده است.
در دسامبر ۲۰۲۲، تیت و برادرش به‌همراه دو زن در رومانی دستگیر شدند. هر چهار نفر مظنون به قاچاق انسان و تشکیل گروه جرائم سازمان‌یافته هستند. پلیس رومانی ادعا می‌کند این گروه قربانیان را مجبور به ساخت پورنوگرافی پولی، برای رسانه‌های اجتماعی کرده است. در ۳۱ مارس، هر چهار نفر در حبس خانگی قرار گرفتند و تحقیقات ادامه داشت. در ۲۰ ژوئن، آن‌ها به تجاوز جنسی، قاچاق انسان و تشکیل گروه جرائم سازمان‌یافته به‌منظور سوءاستفاده جنسی از زنان متهم شدند. در مارس ۲۰۲۴، مقامات بریتانیا حکم بازداشت تیت و برادرش را به اتهام تعرض جنسی صادر کردند.

## اوایل زندگی
اموری اندرو تیت سوم در ۱ دسامبر ۱۹۸۶، در مرکز پزشکی والتر رید نیروی زمینی در واشینگتن، دی.سی. به دنیا آمد. او دورگه است. پدر آفریقایی-آمریکایی او اموری تیت، یک استاد بین‌المللی شطرنج بود. شغل مادرش خدمهٔ دستیار پذیرایی بود. او برادر به نام تریستان دارد. تیت در شیکاگو، ایلینوی و گوشن، ایندیانا بزرگ شد. پس از طلاق والدینش، مادرش هر دو برادر را به انگلستان آورد. تیت با اعتقادات مسیحی بزرگ شد. او در پنج سالگی شطرنج را یادگرفت و از کودکی در مسابقات بزرگسالان شرکت کرد.

## حرفه

### کیک بوکسینگ
در سال ۲۰۰۵ تیت شروع به تمرین بوکس و هنرهای رزمی در پهلو کرد. در سال ۲۰۰۹ در حالی که در فروش تبلیغات تلویزیونی مشغول به کار بود، برندهٔ انجمن بین‌المللی ورزش کاراته (ISKA) و قهرمانی وزن رزمی کامل در دربی انگلستان شد و در بخش خود در اروپا رتبهٔ اول را کسب کرد. اگرچه او در ۱۷ مبارزه از ۱۹ مبارزهٔ خود پیروز شده بود اما به گفتهٔ او این نخستین کمربند و عنوان او بود.
تیت نخستین عنوان جهانی خود در ISKA را در یک مسابقهٔ دوباره، مقابل ژان لوک بنوا از طریق ناک اوت به دست آورد. در سال ۲۰۱۳ تیت دومین عنوان جهانی خود را در ISKA در یک مسابقهٔ ۱۲ راند به دست آورد و این پیروزی او را قهرمان جهان در دو وزن مختلف کرد. این مبارزه در شاتورنار فرانسه برگزار شد.

### برادر بزرگ و سرمایه‌گذاری‌های آنلاین
در سال ۲۰۱۶ زمانی که تیت مهمان فصل هفدهم سریال برادر بزرگ بود به دلیل نظرات همجنس گرا هراسانه و نژادپرستانهٔ خود در توییتر مورد بررسی قرار گرفت. پس از انتشار ویدئویی که در آن تیت ظاهراً زنی را با کمربند کتک می‌زد، تنها پس از شش روز از حضور در برنامه حذف شد. تیت اظهار داشت که او با زن نمایش داده شده در ویدیو «دوست» بود و گفت که این اقدامات توافقی بوده‌است. و مدتی پیش نیز آن زن در ویدیویی به معصوم‌بودن اندرو در این ویدیو اشاره کرد.
وبگاه شخصی تیت دوره‌هایی آموزشی در مورد ثروتمند شدن و تعاملات زن و مرد ارائه می‌دهد. به گفتهٔ این وبگاه، او یک استودیوی وبکم را با استفاده از دوست‌دخترانش به عنوان کارمند اداره می‌کند. تیت و برادرش کسب و کار وب‌کم را در رومانی راه‌اندازی کردند و از دختران وب‌کم برای فروش داستان‌های هق هق به مردان ناامید استفاده می‌کردند و ادعا می‌کردند که با این کار میلیون‌ها دلار درآمد داشته‌اند.
تیت، دانشگاه هاستلر را اداره می‌کند؛ وبگاهی که در آن اعضا برای دریافت آموزش در مورد موضوعاتی مانند دراپ شیپینگ و تجارت ارزهای دیجیتال، هزینهٔ عضویت ماهانه می‌پردازند. تا اوت ۲۰۲۲، اعضا کمیسیون قابل توجهی برای استخدام افراد دیگر در وبگاه از طریق یک طرح بازاریابی وابسته دریافت کردند. برخی از منتقدان ادعا کردند که طرح بازاریابی وابسته به‌طور مؤثر به عنوان یک طرح هرمی عمل می‌کند. تیت در سال ۲۰۲۲ با تشویق اعضای دانشگاه هاستلر به ارسال تعداد زیادی ویدیو از او در پلتفرم‌های رسانه‌های اجتماعی در تلاش برای به حداکثر رساندن تعامل، بسیار برجسته شد.

## حضور در شبکه‌های اجتماعی
تیت به دلیل توئیت‌های خود در مورد آنچه که به عنوان آزار جنسی در میان پرونده‌های سوء استفادهٔ جنسی هاروی واینستین واجد شرایط شناخته می‌شود و همچنین به دلیل توئیت چندین بیانیه دربارهٔ دیدگاهش مبنی بر این که قربانیان تجاوز جنسی در مسئولیت تجاوزات خود سهیم هستند مورد توجه قرار گرفت. در سال ۲۰۱۷ تیت گفت که افسردگی یک بیماری واقعی نیست و با واکنش‌های شدید مواجه شد. سه حساب توییتر تیت در زمان‌های مختلف به حالت تعلیق درآمدند. در سال ۲۰۲۱ حساب کاربری که او برای فرار از ممنوعیت قبلی خود ایجاد کرد توسط توییتر برخلاف سیاست‌های آنها تأیید شد. به نظر می‌رسد این حساب بخشی از تبلیغات بوگاتی بوده‌است. متعاقباً این حساب برای همیشه به حالت تعلیق درآمد و توییتر گفت که به اشتباه تأیید شده‌است.
به صورت آنلاین، تیت در ابتدا با حضور در اینفو وارز و آشنایی با چهره‌های راست افراطی مانند پل جوزف واتسون، جک پوزوبیک و مایک سرنوویچ در میان محافل راست افراطی شناخته شد. در سراسر سال ۲۰۲۲ تیت در رسانه‌های اجتماعی برای بسیاری از مردان جوان بدون جهت در چندین کشور انگلیسی‌زبان، به چهره‌ای فرقه‌وار تبدیل شد. او به ویژه دیدگاه‌های زن‌ستیزانه را ارائه می‌کند. تیت که قبلاً خود را کاملاً یک جنسیت‌زده و کاملاً ضدزن توصیف کرده بود اظهار داشت که زنان متعلق به مرد هستند و اگر او را به خیانت متهم کنند با قمه به زنان حمله خواهد کرد. کمپین روبان سفید یک سازمان غیرانتفاعی که از خشونت مرد بر زن حمایت نمی‌کند تفسیر تیت را بسیار زن‌ستیزانه و اثرات بلندمدت احتمالی آن را بر مخاطبان مرد جوانش، نگران‌کننده می‌داند. هوپ نات هیت یک گروه مدافع علیه نژادپرستی و فاشیسم، اظهار داشت که حضور تیت در رسانه‌های اجتماعی ممکن است راهی خطرناک به سمت راست افراطی برای مخاطبانش ایجاد کند. تیت در پاسخ به انتقاداتی که به لفاظی‌های زن‌ستیزانه‌اش وارد شد اظهار داشت که محتوای او شامل ویدئوهای زیادی در ستایش زنان است و هدف اصلی آن آموزش به مخاطبانش است تا از افراد سمی و کم‌ارزش دوری کنند. او در ادامه اظهار داشت که نقش یک شخصیت آنلاین را بازی می‌کند.
در اوت ۲۰۲۲ تیت به دلیل نقض سیاست‌های آنها در مورد سخنان مشوق نفرت و سازمان‌ها و افراد خطرناک از فیسبوک و اینستاگرام محروم شد. تیک‌تاک که در آن ویدیوهای حاوی نام او به عنوان یک هشتگ ۱۳ میلیارد بار دیده شده‌است در ابتدا یک حساب مرتبط با او را حذف کرد و گفت که این موضوع را بیشتر بررسی خواهند کرد. پیش از اینکه حساب اصلی او را حذف کنند و همچنین پس از اینکه تشخیص دادند که این حساب خط مشی‌های آنها را نقض می‌کند. مدت کوتاهی پس از آن، یوتیوب از این کار پیروی کرد و توییچ را به عنوان تنها پلتفرم بزرگ رسانهٔ اجتماعی باقی‌مانده برای میزبانی محتوای تیت معرفی کرد. تیت در ویدئویی که در یوتیوب منتشر شد به این ممنوعیت‌ها پاسخ داد و گفت در حالی که بیشتر نظرات او خارج از چارچوب هستند او مسئولیت نحوهٔ دریافت آنها را بر عهده می‌گیرد.

## تحقیقات جنایی
به گزارش وایس‌نیوز، تیت در سال ۲۰۱۵ به‌دنبال شکایت‌های جداگانه از سوی دو متهم دستگیر شد. او همچنین در یک پرونده دیگر پس از ارائه پیام‌هایی که تیت در آن گفته بود «عاشق تجاوز به تو هستم» دستگیر شد.
تیت در ویدئویی که از کانال یوتیوب او حذف شده‌است اظهار داشت که تصمیم به نقل مکان به رومانی گرفته‌است؛ زیرا تبرئه شدن از اتهامات تجاوز جنسی در اروپای شرقی آسان‌تر است. در آوریل ۲۰۲۲ ادارهٔ تحقیقات جرایم سازمان‌یافته و تروریسم رومانی (DIICOT) در رابطه با تحقیقات مربوط به قاچاق انسان و تجاوز جنسی، به خانهٔ تیت یورش برد. سفارت آمریکا پیش از این به پلیس رومانی هشدار داده بود که ممکن است یک زن آمریکایی در این ملک نگهداری شود. این حمله منجر به بازیابی یک زن آمریکایی و یک زن رومانیایی شد. از اوت ۲۰۲۲ مقامات رومانیایی گفتند که تحقیقات در دست بررسی است. سخنگوی وزارت امور خارجهٔ ایالات متحده به آدم‌ربایی گزارش شده اشاره کرد؛ اما به دلیل ملاحظات حفظ حریم خصوصی از اظهار نظر بیشتر خودداری کرد. تیت هر گونه تخلف را رد می‌کند.
در ۱ آوریل ۲۰۲۳ تیت به همراه برادرش تریستان به دنبال حکم یک قاضی رومانیایی از بازداشت به حبس خانگی منتقل شدند. در مارس ۲۰۲۴، دادگاه وست مینستر بریتانیا حکم بازداشت برادران تیت را به اتهام تجاوز جنسی از سال ۲۰۱۲ تا ۲۰۱۵ صادر کرد. دادستان دادگاه تجدیدنظر بخارست دستور داد تا آن‌ها را به مدت یک روز بازداشت کنند تا دادگاه در مورد اجرای حکم تصمیم بگیرد. سپس این دو در ۱۱ مارس توسط پلیس رومانی بازداشت شدند. در ۱۲ مارس، دادگاه رومانی حکم داد که این برادران پس از محاکمه رومانی به اتهام قاچاق انسان می‌توانند به بریتانیا مسترد شوند. برادران تیت «قاطعانه تمام اتهامات را رد می‌کنند».
به گفتهٔ متیو ژوری، وکیل مدافع متهمان، اطلاعاتی دریافت شده که تیت قصد دارد از رومانی فرار کند. این وکیل از پلیس بریتانیا درخواست کرد او را بازداشت کند. هیئت منصفه همچنین از پیرز مورگان و تاکر کارلسن خواست که دیگر به تیت سکویی ندهند، یا در غیر این صورت «به درستی از او در مورد اتهامات بازجویی کنند»، و پخش اخبار نادرست در مورد اتهامات در بریتانیا و جاهای دیگر را زیان‌بار توصیف کرد.

## اعلام گرویدن به اسلام
در اکتبر ۲۰۲۲ تیت در حساب توییتر خود اعلام کرد که مسلمان شده‌است. ویدئویی از او منتشر شد که در یک مسجد در دبی در امارات نیایش می‌کند و در مصاحبه‌ای با محمد حجاب دلایل مسلمان بودن خود را اعلام کرد.